# Ginástica artística nos Jogos Pan-Americanos de 2023 - Solo feminino
A final do solo feminino da ginástica artística nos Jogos Pan-Americanos de 2023 foi realizada no dia 25 de outubro, no Centro de Esportes Coletivos, em Santiago, no Chile.

## Qualificatória
| Pos. | Ginasta                 | Nota D | Nota E | Pen. | Total  | Qual. |
| ---- | ----------------------- | ------ | ------ | ---- | ------ | ----- |
| 1    | USA Kaliya Lincoln      | 6.100  | 8.000  | 0.3  | 13.800 | Q     |
| 2    | USA Kayla DiCello       | 5.500  | 8.133  |      | 13.633 | Q     |
| 3    | BRA Flávia Saraiva      | 5.400  | 8.100  | 0.1  | 13.400 | Q     |
| 4    | BRA Júlia Soares        | 5.400  | 8.000  |      | 13.400 | Q     |
| 5    | BRA Jade Barbosa        | 5.500  | 7.833  |      | 13.333 | –     |
| 6    | USA Jordan Chiles       | 6.000  | 7.300  | 0.1  | 13.200 | –     |
| 7    | USA Tiana Sumanasekera  | 5.700  | 7.300  |      | 13.000 | –     |
| 8    | PAN Hillary Heron       | 5.500  | 7.466  |      | 12.966 | Q     |
| 9    | CAN Aurélie Tran        | 4.800  | 7.866  |      | 12.666 | Q     |
| 10   | CHI Bárbara Achondo     | 4.600  | 8.033  |      | 12.633 | Q     |
| 11   | CAN Sydney Turner       | 4.500  | 8.000  |      | 12.500 | Q     |
| 12   | CAN Ava Stewart         | 4.800  | 7.666  |      | 12.466 | –     |
| 13   | ARG Milagros Curti Ruiz | 4.800  | 7.733  | 0.1  | 12.433 | R1    |
| 14   | MEX Natalia Escalera    | 5.300  | 7.500  | 0.4  | 12.400 | R2    |
| 15   | CAN Cassie Lee          | 4.800  | 7.633  | 0.1  | 12.333 | –     |
| 16   | BRA Carolyne Pedro      | 5.000  | 7.300  |      | 12.300 | –     |
| 17   | CHI Makarena Pinto      | 4.800  | 7.233  |      | 12.033 | R3    |

### Final
| Pos.             | Ginasta             | Nota D | Nota E | Pen. | Total  |
| ---------------- | ------------------- | ------ | ------ | ---- | ------ |
| Medalha de ouro  | USA Kaliya Lincoln  | 6.1    | 8.133  |      | 14.233 |
| Medalha de prata | USA Kayla DiCello   | 5.5    | 8.233  |      | 13.733 |
| Medalha de prata | BRA Flávia Saraiva  | 5.5    | 8.233  |      | 13.733 |
| 4                | BRA Júlia Soares    | 5.4    | 8.233  |      | 13.633 |
| 5                | CAN Aurélie Tran    | 4.8    | 8.366  |      | 13.166 |
| 6                | PAN Hillary Heron   | 5.3    | 7.433  | 0.1  | 12.633 |
| 7                | CAN Sydney Turner   | 4.5    | 8.000  |      | 12.500 |
| 8                | CHI Bárbara Achondo | 4.4    | 7.900  | 0.1  | 12.200 |